# Deutscher Evangelischer Kirchentag
Tyska Evangeliska Kyrkodagen (tyska: Deutscher Evangelischer Kirchentag) är en lekmannaorganisation som är organisatoriskt oberoende av andra tyska kyrkor.
Organisationen arbetar för att förena människorna som engagerar sig för framtidens kyrka och värld. Organisationens viktigaste uppdrag är att genomföra det stora flerdagskonventet med samma namn, "Deutscher Evangelische Kirchentag" (DEKT). Detta hålls vartannat år i en av Tysklands storstäder. 2017 års konvent genomfördes den 24 till 28 maj i Berlin och Wittenberg.
Kyrkodagarna pågår under en halv vecka (från onsdag till söndag) och där finns ett flertal olika evenemang; tillsammans blir programmet omkring 2 000 timmar.

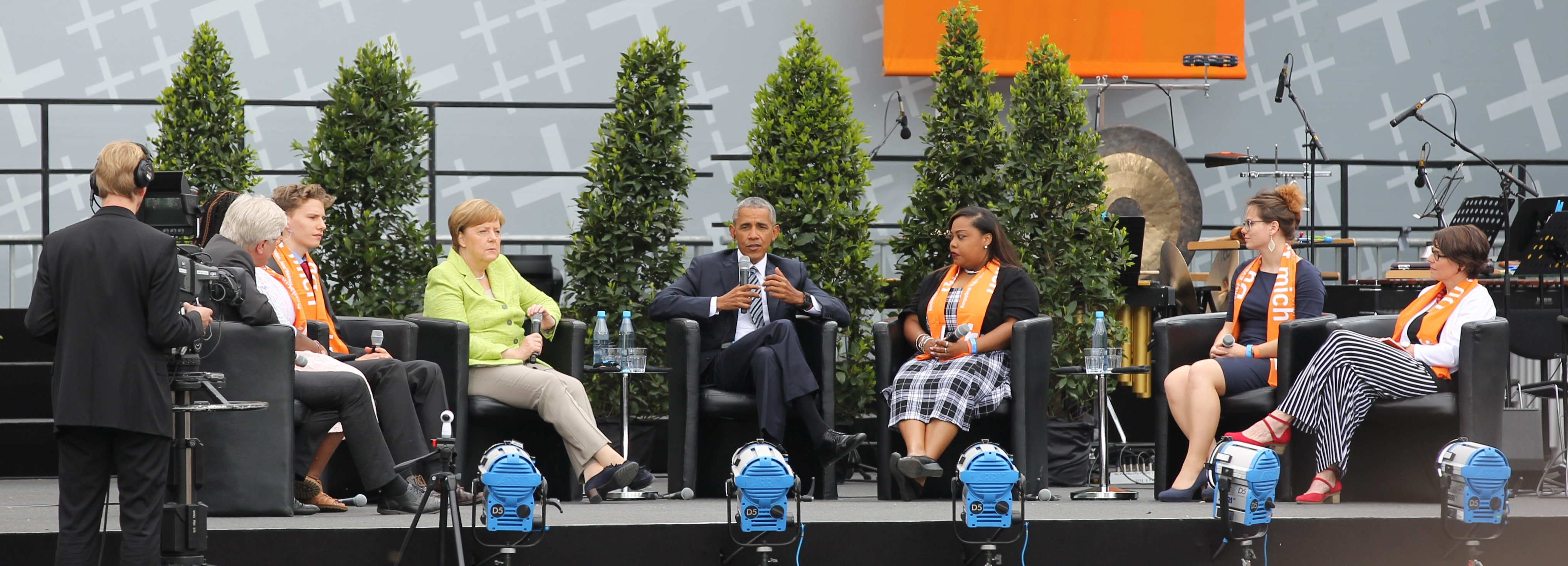
Angela Merkel, Barack Obama med flera på 2017 års DEKT-evenemang.

De viktigaste och största evenemangen är den stora möteskvällen och slutgudstjänsten. Innan möteskvällen hålls flera inledningsgudstjänster i hela stan. Efter gudstjänsterna presenteras olika grupper av regionen och deltagare av kyrkodagarna och invånare i regionen håller en stor fest hela kvällen. Möteskvällen är det största evenemanget under kyrkodagarna med cirka 250 000 till 500 000 deltagare, och är även en av Tysklands största gatufester. Vid slutet av kyrkodagarna hålls en central slutgudstjänst. På slutgudstjänsten deltar cirka 60 000 till 150 000 personer och många fler följer gudstjänsten via radio eller TV.
DEKT präglas även av många posunkörer, som sjunger på gudstjänster och i hela staden, och scouter; DEKT har omkring 4 000 medhjälpare varav de flesta brukar vara scouter.